# Sauvetage du gouffre des Vitarelles
Le sauvetage du gouffre des Vitarelles est une opération de secours menée du 11 au 21 novembre 1999 visant à extraire sept spéléologues bloqués dans un gouffre de la commune de Gramat dans le département du Lot en France. Le 11 novembre, sept hommes partent explorer le gouffre, mais ils sont piégés par des pluies torrentielles qui s'abattent le lendemain de leur entrée dans la cavité. Ces pluies provoquent une montée soudaine du niveau de la rivière l'Ouysse qui coule au fond du gouffre, empêchant tout retour à la surface.
À partir du 13 novembre, 150 personnes sont mobilisés dans ce qui devient la plus grande opération de sauvetage spéléologique en France. Sont mobilisés des pompiers, des secouristes du Spéléo Secours Français, des gendarmes et des ouvriers réalisant plusieurs forages en vue d'aménager de nouveaux accès au réseau souterrain de l'Ouysse. Finalement, le 21 novembre 1999, les sept spéléologues bloqués près de la salle de la Clé de Voûte sont secourus et remontés sains et saufs à la surface par le nouveau puits dit du Bret.
Au total, l'opération coûte 3,5 millions de francs. En 2010, le puits du Bret est agrandi et les expéditions dans le réseau des Vitarelles ont pu reprendre.

## Contexte

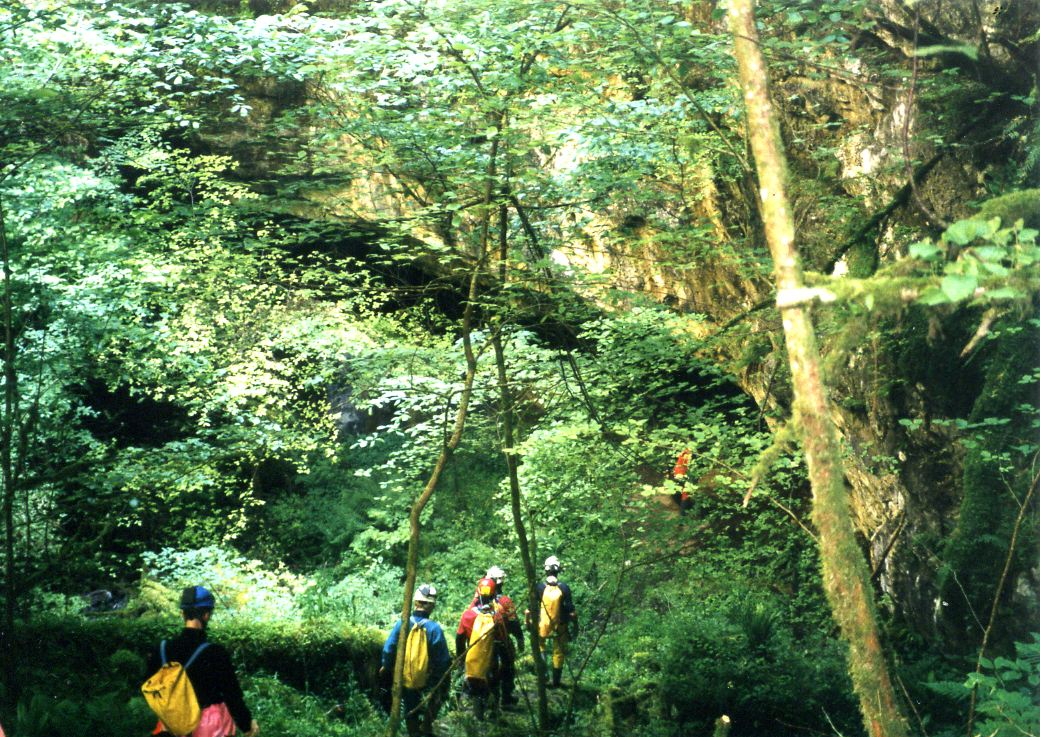
Un groupe de spéléologues descend vers le gouffre des Vitarelles en 1996.

Sur la commune de Gramat, dans le Lot en France, se trouve un terrain d'expérimentations militaires, créé après la Seconde Guerre mondiale. Le gouffre de Bèdes est aménagé pour tester les propulseurs des fusées allemandes V2 récupérées par la France après la capitulation de l’Allemagne. Abandonné en 1953, ce lieu d'expérimentation devient en 1955 un centre d'essais d'explosifs entrant dans la fabrication de l'arme nucléaire française. En 1959 est officiellement créé le Centre d'études de Gramat (CEG), d'une surface de 360 hectares, où sont menées de nombreuses études sur les effets des explosions nucléaires.
Un forage est effectué dans le gouffre des Vitarelles en 1947 : une galerie de 20 m et un puits artificiel d'une cinquantaine de mètres sont creusés en pleine roche en vue d'alimenter en eau le CEG. Ce puits débouche sur une galerie donnant sur la rivière des Vitarelles, correspondant à l'Ouysse souterraine.
En 1948, le réseau souterrain est exploré à l'amont et à l'aval du puits d'entrée par des spéléologues, de Paris puis par des explorateurs locaux. En 1974, la Fédération française de spéléologie (FFS) signe un accord avec le Centre d'études de Gramat sur les conditions d'exploration du gouffre, mais pendant 20 ans les expéditions se font rares : la FFS a délégué l'usage du site au comité départemental de spéléologie du Lot (CDS 46), et au sein de celui-ci, le Groupe Spéléologique de Gramat restreindra les explorations pendant 20 ans. Le CDS46  organise les 11, 12 et 13 novembre 1983 une exploration dans le but de topographier l'extrême amont de la cavité : du passage Kupiec au Chaos Terminal. La section spéléologie de l'ACL (Association Culture et Loisirs du CEG) obtient l'autorisation d'accès à la cavité à partir de 1992. Dans le but de mieux connaître la cavité et de l'équiper, l'ACL organise environ dix sorties par an au gouffre des Vitarelles. Les équipes sont constituées de spéléologues de divers clubs de la FFS.

## Expédition

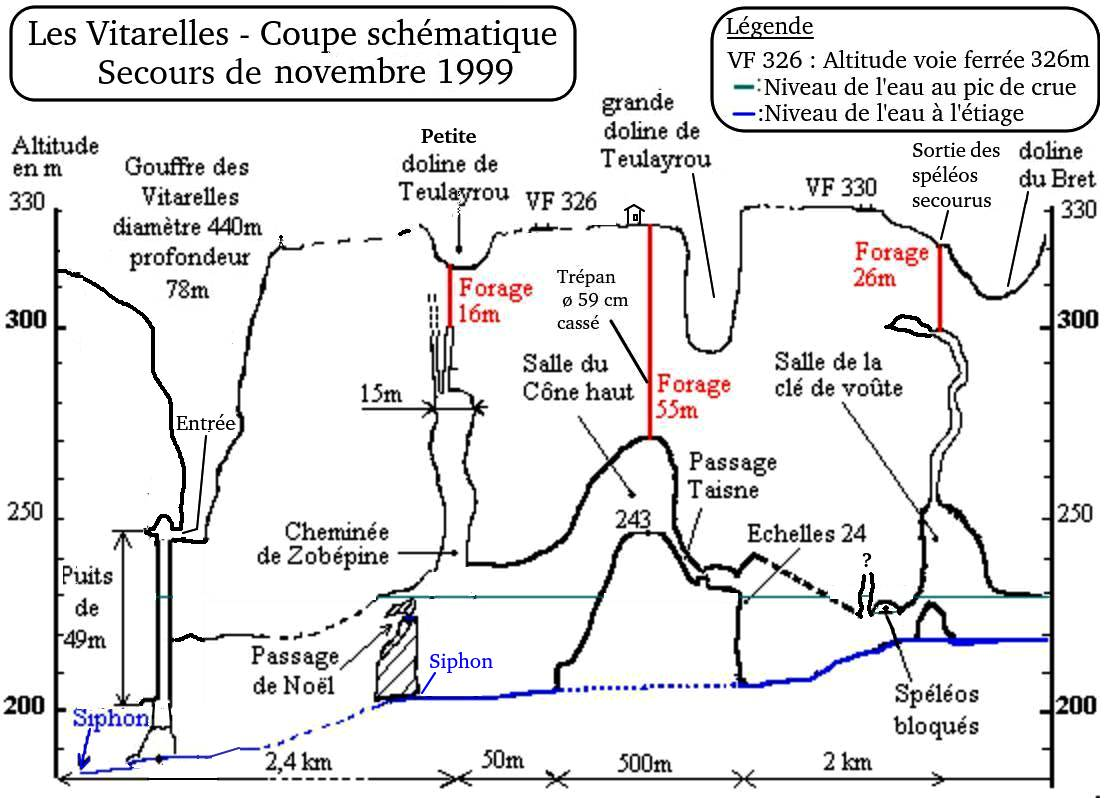
Coupe schématique du réseau des Vitarelles lors du secours de 1999.

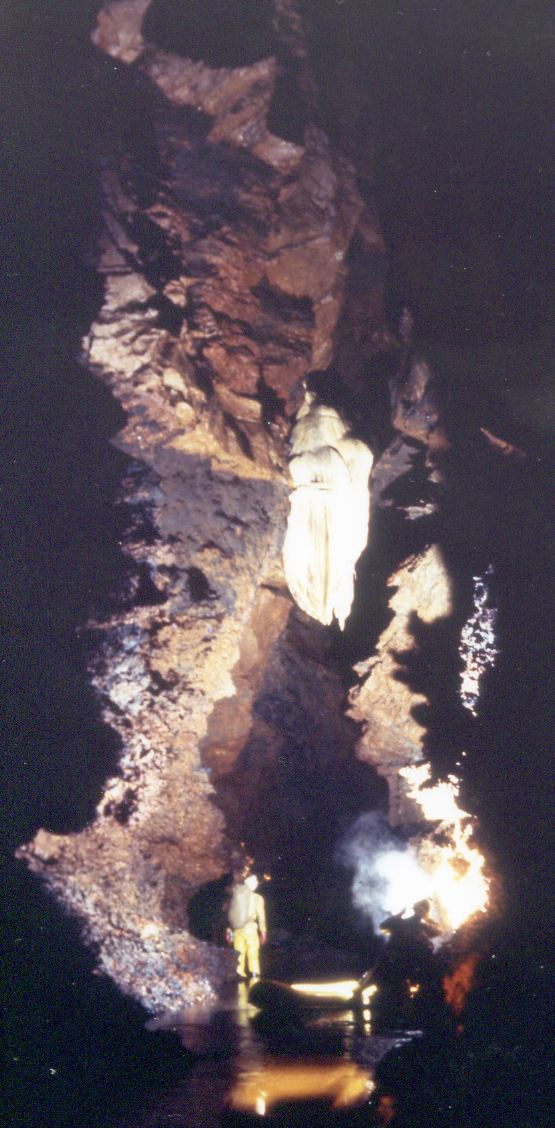
Vue du bief amont de la rivière des Vitarelles : partie de rivière très haute, étroite, aux roches acérées, en amont de la salle du Cône (1972).

Le jeudi 11 novembre 1999 à 14 heures, sept membres de la section spéléologie de l'Association Culture et Loisirs (ACL) du Centre d’études de Gramat (CEG) se lancent dans une exploration de trois jours du gouffre des Vitarelles. Elle a pour but d'explorer la galerie au-delà du passage Kupiec, à 5,5 km de l'entrée. Ils ont prévu de ressortir le samedi 13 vers 14h00.
Le plus jeune du groupe, Nicolas Wioland, a 22 ans ; le plus âgé, Yvon Cazals, en a 53  ; il descend avec son fils Yannick Cazals et son neveu Sébastien Delmas. Philippe Vergé, Christian Dutarte et Laurent Delrieu complètent l'équipe. Ce sont des spéléologues expérimentés qui connaissent les lieux, quelques uns sont des équipiers du Spéléo-Secours Français,. Trois travaillent directement pour le Centre d'études de Gramat, l'un deux a un statut militaire, les quatre sont des membres extérieurs : deux sont militaires et deux sont civils, mais ont tous un lien de parenté avec le personnel du CEG. Certains ont plus de 30 expéditions à leur actif dans cette cavité.
Ils emportent du matériel pour explorer la rivière souterraine (notamment des canots pneumatiques), de la nourriture et de l'eau pour trois jours, des couvertures de survie ainsi que des comprimés d'hydroclonazone, servant à purifier l'eau pour la rendre potable. Le bulletin minitel du service 3615 METEO de Météo-France, consulté le jeudi 11 novembre 1999 à 11 heures 27, pour la station de Gourdon dans le Lot, prévoit pour le vendredi 12 : « Le ciel est très nuageux à couvert avec pluies faibles à modérées pouvant par cumul en une journée donner une hauteur d'eau non négligeable. ». Le jeudi 11 novembre en début d'après-midi, les sept hommes s'engagent dans le puits d'entrée du gouffre des Vitarelles et débutent leur expédition. La rivière souterraine de l'Ouysse est à son niveau d’étiage (hauteur d’eau 43 cm). Ils installent leur bivouac à 20h30 à environ 200 m en aval de la salle de la Clé de Voûte sur un talus sablonneux 3 m au-dessus de la rivière, puis le lendemain ils franchissent le passage Kupiec et parcourent encore 600 m de galeries. Le vendredi 12 au soir, ils reviennent au bivouac. Trois de leurs radeaux pneumatiques sont hors d'usage, lacérés par le contact des roches coupantes.
Dans la nuit du vendredi 12 au samedi 13 novembre, d'intenses précipitations s'abattent sur les départements de l'Aude, du Tarn, de l'Hérault et des Pyrénées-Orientales. Ces pluies provoquent « les pires inondations jamais vues depuis des décennies » et causent 31 morts. Ces précipitations touchent également le Lot et la région de Gramat. Le débit de l'Ouysse augmente brusquement, inondant le puits d'accès du gouffre des Vitarelles.
Dans la rivière, les sept spéléologues sont réveillés brusquement par la crue. Ils rassemblent leur matériel et grimpent sur une plateforme rocheuse 7 m plus haut. L'eau continuant à monter, il confectionnent un radeau de fortune pour un des leurs, installent une corde fixée à la paroi en hauteur pour le pas être emportés, puis embarquent par deux pour certains sur leurs radeaux. Des bruits forts, des coups de béliers et des sifflements leur parviennent à mesure que la cavité se met en charge. L'eau est calme mais ne cesse de monter : 12 m en 10 heures. Ils choisissent au plafond une coupole non argileuse qu'ils espèrent étanche et se retrouvent bloqués dans une poche d'air d'un mètre cinquante de hauteur libre entre l'eau et la roche. La pression de l'air augmente comme le constate un des spéléologues grâce à sa montre altimètre car la cavité est noyée bien au-dessus d'eux. L'un d'eux, un peu immergé sur des sacs et des bidons étanches, se cale hors de l'eau dans une anfractuosité pour ne pas risquer l'hypothermie. Le dimanche matin, le gouffre se vide rapidement et violemment de ses eaux, entraînant une baisse rapide et très bruyante du niveau de la rivière. Après 12 heures passées dans leurs canots, l'eau les ramène à leur corde de sécurité à laquelle ils s'agrippent pour ne pas être emportés,.
Après le reflux, les sept installent un bivouac sur une corniche quelques mètres au-dessus de l'eau et décident de se mettre « en mode survie » en attendant les secours. À l'intérieur, les températures sont assez basses, autour de 13°C. Les spéléologues dorment serrés les uns contre les autres pour se tenir au chaud. Ils s'imposent une organisation avec des horaires précis, se nourrissant toutes les douze heures, en partageant une ration individuelle en sept. Ils s'isolent du sol avec leur canot et récupèrent l'eau qui ruisselle le long de la paroi et la filtrent avec l'hydroclonazone, et utilisent un réchaud pour chauffer leur nourriture. Pour passer le temps, garder un bon moral et conjurer le rationnement alimentaire, les sept hommes blaguent et discutent, évoquant notamment les meilleurs restaurants de la région où ils sont allés. Le jeudi 18, une nouvelle crue fait monter l'eau de 3 m sans mettre en péril leur installation. Ils réparent leurs canots déchirés et révisent leur matériel. Dimanche 21 novembre à 8h30, ils entendent les cris des secouristes qui progressent en installant des cordes à flanc de parois. À midi, les secouristes les rejoignent. Philippe sort alors leur dernier cake dont il offre généreusement à tous une tranche. Le docteur Gauche procède à un bilan de leur santé puis ils sortent un par un, accompagnés par les secouristes de 22 heures au lundi 22 novembre à 2h30 du matin.

## Sauvetage

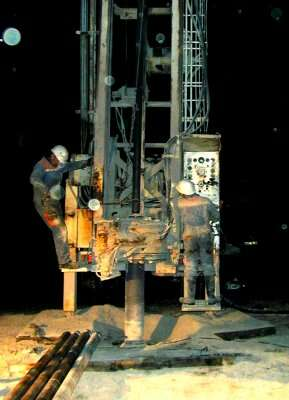
Foreuse de nuit et sous la pluie au secours des Vitarelles.

Le samedi 13 novembre 1999, une deuxième équipe de l'ACL Gramat devait installer sous terre une balise de repérage magnétique dans la galerie des Zobépines qui se rapproche le plus de la surface. Elle devait aussi aller à la rencontre de la première équipe lors de son retour. cette balise aurait permis de gagner du temps lors d'un éventuel secours. Cette deuxième équipe ne peut pas pénétrer dans le réseau souterrain car l'unique accès, le puits d'entrée artificiel au fond du gouffre des Vitarelles, est rempli par 35 mètres d'eau. Les secours sont alors alertés de la situation, mais ne peuvent intervenir, car le puits d'accès au gouffre est inondé et de plus, ils sont déjà mobilisés sur un sauvetage au gouffre du Saut de la Pucelle qui a débuté ce jour-là. Ce n'est que le lundi 15 novembre, après le reflux des eaux et la fin du secours précédent, que les opérations de sauvetage commencent. La préfecture du Lot, dirigée par Michel Sappin, met en place un important dispositif, avec près de 150 personnes : des sapeurs-pompiers du SDIS du Lot, des gendarmes du PGHM ainsi que 89 membres de la fédération française de spéléologie,.
Rapidement, l'opération prend une ampleur nationale et est fortement médiatisée, attirant de nombreux curieux et journalistes sur place.
Une première équipe de secouristes descend dans le puits et essaie de progresser dans le réseau souterrain jusqu'à la salle de la Clé de Voûte, où auraient pu se réfugier les sept spéléologues. Néanmoins, le cheminement est difficile en raison du fort courant de la rivière. Deux secouristes se blessent en chutant dans les galeries. Une équipe de secours partie le jeudi 18 novembre se retrouve bloquée pendant vingt-quatre heures par une nouvelle montée des eaux à la suite de précipitations, avant de pouvoir être évacuée le lendemain.
Face à ces difficultés, il est alors décidé de réaliser des forages pour rejoindre directement la salle de la Clé de Voûte. Toutefois, le réseau souterrain de l'Ouysse étant mal connu, les équipes chargées des travaux doivent forer à plusieurs endroits différents avant de réussir à trouver la salle depuis la surface, au sein du causse de Gramat. Par ailleurs, il est possible que les spéléologues se soient réfugiés dans une galerie encore non cartographiée. Des forages sont notamment entrepris à Flaujac-Gare.
Un des forages au Bret, sur la commune de Flaujac, émet un léger courant d'air. Il débouche dans sur une galerie inconnue recoupée à 28 m de profondeur. Ce forage est agrandi à un diamètre de 44 centimètres. Seuls les sauveteurs les plus minces peuvent y descendre pendus à un treuil, un bras en l'air pour réduire la largeur de leurs épaules. Dans la nuit du samedi 20 au dimanche 21 novembre, une équipe de trois sauveteurs menée par Guy Bariviera descend par ce puits et trouve un passage obstrué, qui donne sur la rivière. Une autre équipe les relève le lendemain matin, descend un dénivelé de 90 m, et finit par retrouver les sept spéléologues à 300 m en aval, à 11h45. Après quelques soins médicaux prodigués sur place, les hommes sont remontés l'un après l'autre dans la soirée.

## Conséquences

### Polémiques
Peu après le sauvetage, une polémique éclate entre les spéléologues et les sapeurs-pompiers. Plusieurs spéléologues, notamment le directeur du comité départemental de spéléologie du Lot, estiment que les conditions météorologiques semblaient être correctes et que le niveau des eaux était dans une « période stable ». Le bulletin d'alerte sur les pluies torrentielles est émis le 12 novembre, un jour après l'entrée des sept spéléologues dans le gouffre. D'autres spéléologues rétorquent qu'il est dangereux de s'aventurer sous terre en période de crue. Le coût du sauvetage déclenche également la polémique quand la facture du Spéléo Secours Français (SSF), plus de 800 000 francs, est rendue publique en janvier 2000. Le SDIS juge que certaines dépenses ne sont pas justifiées. Certains secouristes ajoutent que les spéléologues ont gêné le travail des pompiers et que leur intervention a coûté trop cher. La polémique est médiatisée, l'opération des Vitarelles est qualifiée de « gouffre financier ». Finalement, le SSF diminue de moitié les frais demandés. Le SSF annonce également qu'il a refusé les offres du magazine Paris Match (250 000 francs) et de la chaîne de télévision publique France 2 (50 000 francs) pour obtenir l'exclusivité des images des rescapés dans le gouffre.

### Coût du sauvetage
Le sauvetage coûte au total 3,5 millions de francs (soit environ 800 000 euros de 2023), répartis de la façon suivante : 1,7 million de francs pour les forages, 980 000 francs pour les sapeurs-pompiers, 470 000 francs pour le Spéléo Secours Français, 100 000 francs pour l'hébergement des secouristes et 90 000 francs de frais pour la base militaire. La facture s'avère moins élevée que prévu, car ni la gendarmerie, ni l'armée ne font payer leurs dépenses (notamment l'acheminement aérien de matériel). De même, le Spéléo Secours Français demande moitié moins que la somme initialement envisagée.
Selon le principe de solidarité nationale, les frais sont répartis entre plusieurs entités : le SDIS du Lot paye un million de francs, le ministère de l'Intérieur paie 1,5 million, 500 000 francs sont réglés par le ministère de la Défense et 500 000 francs par le Conseil général du Lot. De même, toutes les communes du Lot voient leur contribution au SDIS augmenter de 5,1 %, au lieu que cette augmentation soit supportée par les seules communes de Gramat et Flaujac-Gare. L'entreprise COFOR qui a réalisé les forages assigne en justice le SDIS, le Département et la préfecture à cause d'impayés, et en octobre 2000 encore un million de francs n'ont pas été réglés.

### Réorganisation des secours
Un an après le sauvetage, un nouveau plan de secours spéléologique est mis en place par la préfecture. Ce plan prévoit la création d'une unité de décision et de communication, dirigée par le préfet. Pour le journal La Dépêche du Midi, cela démontre la volonté de l’État, à travers la préfecture, de reprendre le contrôle des opérations, après un sauvetage où sont intervenus à la fois des sapeurs-pompiers et des membres de la fédération française de spéléologie, créant de fait une concurrence entre service public et acteurs privés.
Il est décidé de mener un relevé topographique précis des zones souterraines à risques, ainsi que l'acquisition par le comité départemental de spéléologie d'appareils Nicola de système de transmission par le sol.
Vingt ans plus tard, en novembre 2019, un exercice recréant le sauvetage des spéléologues dans le réseau souterrain de l'Ouysse est organisé avec une centaine de personnes, notamment des pompiers du Grimp (Groupe de reconnaissance et d'intervention en milieu périlleux) et des membres du Spéléo Secours Français.

### Agrandissement du puits du Bret
Après le sauvetage, les expéditions dans le gouffre des Vitarelles sont interdites par les autorités militaires du Centre d'études de Gramat.
En janvier 2008, le Comité départemental de spéléologie du Lot rachète le terrain à Flaujac-Gare sur lequel se situe le puits du Bret, par lequel ont été remontés les sept spéléologues en 1999. Des travaux d'agrandissement du trou initial, d'un diamètre de 44 centimètres, sont menés en 2010 pour élargir l'ouverture et permettre à une personne de descendre de manière autonome, sans nécessiter l'aide d'un treuil. Une conduit de 1,20 m de diamètre pour 29 m de profondeur est ainsi aménagé. Divers aménagements et améliorations facilitent la descente dans les puits, et à partir d'août 2010 plusieurs explorations du réseau souterrain de l'Ouysse peuvent être menées. Au total, environ 10 km de galeries sont topographiées. Le réseau souterrain des Vitarelles est également accessible à davantage de personnes, puisque l'exploration du puits du Bret est ouverte aux spéléologues de la Fédération française de spéléologie,,.